# Christian Carey
Christian Carey (* 7. September 1973) ist ein US-amerikanischer Komponist, Musikwissenschaftler und -pädagoge.
Carey studierte an der Juilliard School of Music, an der Boston University bei Lukas Foss und an der Rutgers University bei Charles Wuorinen. Beim Aspen Music Festival besuchte er Kurse bei Bernard Rands und Jacob Druckman. Seit 2004 unterrichtet er an der Rider University, wo er Assistent Professor am Department für Komposition, Musikgeschichte und -theorie am Westminster Choir College ist. Er wirkte daneben seit 2006 als Lehrer für Musiktheorie und Koordinator des Aural Skills Program an der Manhattan School of Music und unterrichtete an der William Paterson University, der Seton Hall University und am College of Staten Island der City University of New York.
Als Musikwissenschaftler beschäftigt sich Carey vorrangig mit amerikanischen Komponisten nach 1945. Seine Dissertation schrieb er über Elliott Carters Fünftes Streichquartett. Zu Carters 100. Geburtstag verfasste er einen Beitrag über dessen späte concerti am IRCAM für die Konferenz Hommage à Elliott Carter, der von Radio France gesendet wurde. Er schrieb auch über Komponisten wie Milton Babbitt, Charles Wuorinen, David Rakowski, Lukas Foss, Morton Feldman und Ralph Shapey, außerdem auch über Jazz- und Popmusik.
Carey komponierte Werke u. a. für das New York New Music Ensemble, das Cassatt String Quartet, das Aspen Contemporary Ensemble, die Gruppe Ionisation und das Helix! New Music Ensemble, die Cellistin Jody Redhage und den Organisten Joseph Arndt. 2004 gewann er den Kompositionswettbewerb des Music Festival of the Hamptons und erhielt einen Kompositionsauftrag für das Werk Mourning Madrid für Orchester und Live-Lokomotive, das im Sommer des gleichen Jahres in Bridgehampton vom Atlantic Chamber Orchestra und der Long Island Railroad uraufgeführt wurde.